# 標準語
標準語（ひょうじゅんご、英: standard language、独: Standardssprache）とは、公共の言説において人々の集団（民族、共同体、国家、組織など）によって用いられる言語変種である。あるいは、言語変種は文法や辞書における記述のために整理され、こういった参考文献において記号化される際に起こる標準化の過程を経ることによって標準となる。典型的には、商業や政治の中心で話されている方言が標準化される言語変種となる。なお、同義的なものとして、特定言語や地域を超えて用いられる「共通語」が存在する。
標準語は複数中心地言語（例えばアラビア語、英語、標準ドイツ語、ペルシア語、セルボ・クロアチア語、フランス語、ポルトガル語、スペイン語圏）にも単一中心地言語（例えばアイスランド語、イタリア語、日本語、ロシア語）のいずれもが選ばれる事例である。標準書記言語は「シュリフトシュプラーヘ」（Schriftsprache、ドイツ語で文章語の意）と呼ばれることがある。

## 特徴
ある言語変種が標準となるために唯一の必要条件は、それが公共の場または公共の言説において頻繁に使うことができることである。規範的な標準語の創造は国家主義的（文化的、政治的、社会的）一体性への願望から生じる。標準語には以下のような一般的特徴がある。
- 広く認められている辞書（標準化された綴り字と語彙）
- 広く認められている文法
- 標準発音（教養のある話し方）
- 用法の規範を定める公共機関（例: アカデミー・フランセーズやレアル・アカデミア・エスパニョーラ）
- 法的地位（公用語）
- 事実上の公的使用（法廷、議会、学校）
- 文語の正典
- 便利な会話[6]
- コミュニティにおける人気と受容[6]
- 人口[6]
- 放送およびニュースメディアにおける使用

## 歴史
歴史的には、国民国家成立時に、国内の異なる言語話者同士のコミュニケーション円滑化、ひいては国家・国民統一のために、主方言あるいは主言語を基に国語として形成されてきたものであり、多くは方言および少数言語の廃滅を念頭に置いていた。特に、フランスの絶対王政時に打ち出されたフランス語の標準語政策の例が顕著である。

## 標準語の一覧
| 言語                                               | 標準語 | 規範・標準化機関 | 非標準方言                                                                                   |
| -------------------------------------------------- | --- | --- | -------------------------------------------------------------------------------------------- |
| アラビア語                                         | 複数中心地の標準アラビア語 | 『クルアーン』、複数のアラビア語アカデミー | アーンミーヤ                                                                                 |
| アルバニア語                                       | 標準アルバニア語 | ティラナアルバニア学研究所、プリシュティナアルバニア学研究所 | ゲグ・アルバニア語                                                                           |
| アフリカーンス語                                   | 標準アフリカーンス語 | Die Taalkommissie | アフリカーンス語#方言                                                                        |
| バスク語                                           | 標準バスク語 | エウスカルツァインディア | バスク語の方言                                                                               |
| ブルガリア語                                       | 標準ブルガリア語 | ブルガリア語研究所 | ブルガリア語の方言                                                                           |
| オランダ語                                         | 標準オランダ語 | オランダ語連合 | オランダ語の方言                                                                             |
| デンマーク語                                       | 標準デンマーク語 | デンマーク国立国語審議会・研究所 | デンマーク語の方言                                                                           |
| カタルーニャ語                                     | 標準カタルーニャ語、標準バレンシア語 | カタルーニャ学研究所、バレンシア言語アカデミー | カタルーニャ語の方言                                                                         |
| 中国語 （官話を基にした話し言葉）                  | 標準中国語 普通話（中華人民共和国）、国語（中華民国/台湾） | 国家語言文字工作委員会（PRC）、国語推行委員会（ROC/台湾）、推広華語理事会（シンガポール） | 中国語の変種、官話（北京、台湾華語、シンガポール、シンガポール、マレーシア、フィリピン華語） |
| 中国語（粤語を基にした話し言葉）                   | 複数中心地の標準粤語〔広州市の標準粤語（広東語）、香港とマカオの標準粤語（香港語）〕 | 公務員事務局（香港）、行政曁公職局（マカオ） | 粤語の方言                                                                                   |
| ペルシア語                                         | 複数中心地の標準ペルシア語〔標準イラン・ペルシア語（テヘラン方言に基づく）、標準ダリー語（アフガン・ペルシア語）、標準タジク語〕 | ペルシア語・ペルシア文学アカデミー | ペルシア語#歴史                                                                              |
| フランス語                                         | 複数中心地の標準フランス語〔アフリカの標準フランス語、ベルギーの標準フランス語、カンボジアの標準フランス語、カナダの標準フランス語、ラオスの標準フランス語、フランスの標準フランス語、スイスの標準フランス語、ベトナムの標準フランス語（ベルギー、カナダ、スイスを除くほとんどの標準フランス語方言は全てフランスの標準フランス語を基にしている。）〕 | アカデミー・フランセーズ、ケベック州フランス語事務局、ルイジアナ・フランス語振興会議 | フランス語の変種                                                                             |
| ドイツ語                                           | 複数中心地の標準ドイツ語（オーストリアの標準ドイツ語、標準ドイツ語、スイスの標準ドイツ語） | ドイツ語正書法評議会 | ドイツ語の方言、高地ドイツ語、低地ドイツ語                                                   |
| アイルランド語                                     | 標準アイルランド語 | アイルランド語庁 | コノート・アイルランド語、マンスター・アイルランド語、アルスター・アイルランド語             |
| イタリア語                                         | 標準イタリア語 | クルスカ学会 | イタリア語の方言、イタロ・ダルマチア語、ガロ・イタリア語、サルデーニャ語                     |
| 韓国語・朝鮮語                                     | 複数中心地の標準朝鮮語（大韓民国の標準語および朝鮮民主主義人民共和国の文化語） | 国立国語院、社会科学院語学研究所 | 朝鮮語の方言                                                                                 |
| 現代ギリシア語                                     | 標準現代ギリシア語 | 1976年、コンスタンディノス・カラマンリス政権下で公用語化 | 現代ギリシア語の変種                                                                         |
| ヒンドゥスターニー語（ヒンディー語・ウルドゥー語） | 複数中心地の標準ヒンドゥスターニー語（ヒンディー語およびウルドゥー語） | ヒンディー語局、パキスタン国立言語局 | ヒンディー語ベルト                                                                           |
| マケドニア語                                       | 標準マケドニア語 | クルステ・ミシルコフ・マケドニア語研究機構 | マケドニア語の方言                                                                           |
| マレー語                                           | 複数中心地の標準マレー語（マレーシア、ブルネイ、シンガポールの国語として。インドネシアの地域言語として。）、マレーシア語、インドネシア語（Bahasa Indonesia yang Baik dan Benar） | マレーシア国立言語・図書研究所（マレーシアおよびブルネイにおけるマレー語について）、インドネシア共和国教育文化省言語育成振興局（インドネシア語）、ブルネイダルサラーム・インドネシア・マレーシア言語審議会 | マレー語族                                                                                   |
| ノルウェー語                                       | ニーノシュク、ブークモール | ノルウェー言語諮問委員会（Språkrådet） | ノルウェー語の方言                                                                           |
| ポーランド語                                       | 標準ポーランド語 | ポーランド語評議会 | ポーランド語の方言                                                                           |
| ポルトガル語                                       | 複数中心地の標準ポルトガル語（ブラジルの標準ポルトガル語およびヨーロッパの標準ポルトガル語） | リスボン科学アカデミー文学部門、ブラジル文学アカデミー | ポルトガル語の方言                                                                           |
| ルーマニア語                                       | 標準（文語）ルーマニア語 | ルーマニアにおけるアカデミア・ロムーナ（ルーマニア） (ヨルグ・ヨルダン–アレクサンドル・ロセッティ言語学研究所を通じて）およびモルドバ共和国におけるモルドバ科学アカデミー                                  | ルーマニア語の方言                                                                           |
| セルビア・クロアチア語                             | 複数中心地の標準セルビア・クロアチア語（ボスニアの標準セルビア・クロアチア語、クロアチアの標準セルビア・クロアチア語、モンテネグロの標準セルビア・クロアチア語、セルビアの標準セルビア・クロアチア語） | サラエボ大学、ザグレブ大学、モンテネグロ大学、ベオグラード大学; マティツァ・フルヴァツカおよびマティツァ・スルプスカ                                                                                       | 南セルビア方言（トルラク方言）および西クロアチア方言（カイ方言およびチャ方言）               |
| スロベニア語                                       | 標準スロベニア語 | スロベニア芸術科学アカデミー | スロベニア語の方言、プレクムリェ・スロベニア語、レジア方言                                   |
| ソマリ語                                           | 標準ソマリ語 | 地域ソマリ語アカデミー | ソマリ語族                                                                                   |
| スペイン語                                         | 複数中心地の標準スペイン語（複数中心地のアメリカ州の標準スペイン語、カナリア諸島の標準スペイン語、欧州の標準スペイン語） | レアル・アカデミア・エスパニョーラ、スペイン語アカデミー連合 | スペイン語の方言と変種                                                                       |
| スワヒリ語                                         | 標準スワヒリ語（ザンジバル方言Kiungujaに基づく） | 領土間言語委員会 | モンバサ方言など                                                                             |
| スウェーデン語                                     | 標準スウェーデン語 | スウェーデン語評議会 スウェーデン語局（Svenska språkbyrån） | スウェーデン語の方言                                                                         |

## 各言語における標準語

### 日本語
日本語においては、近世以前は平安時代の京都の貴族語に基づく文語体が標準的な書記言語として広く通用し、口頭言語についても、江戸言葉が成熟する江戸時代後期までは京言葉が中央語であり、京都を中心に新語が日本各地に伝播していったとされる（方言周圏論やアホ・バカ分布図も参照）。京都方言がかつて中央語だった名残は現代共通語にも残っており、例として、古風な文体で「わしは知っとるのじゃ」のような近世上方語風の表現が使われること（老人語参照）、「残っており」「寒うございます」「ありません」などの文語・敬語表現、「怖い」「しあさって」「梅雨（つゆ）」などの語彙が挙げられる。
明治維新後、標準語はなかなか定まらなかった。標準語の案としては以下のようなものがあった。
- 古語案
  - 古語＝みやび言葉を基にする（天皇が使用している言葉でもある）

- 現代語案
  - 西の京、鴨川のほとりの言葉を基にする
  - 東の京の言葉を基にする
  - 日本国中の言葉を調べて、人口的に最も多くの人が用いている言葉を基にする

明治中期から昭和前期にかけて、主に東京山の手の教養層が使用する言葉（山の手言葉）を基に標準語を整備しようという試みが推進された。
天皇及び京都の言葉をベースにする案も有力ではあったが、明治初期の東京の山の手は地方出身の若い官僚たちの居住地であり、天皇よりも社会的・政治的な力で勝った。これに文壇の言文一致運動が大きな影響を与えて、「標準語」と呼ばれる言語の基礎が築かれた。なお、「標準語」という用語は岡倉由三郎によるStandard Languageの日本語訳である。官公庁の公式文書などには、普通文が主に用いられる。
明治維新から数十年経った1903年、初の国定教科書『尋常小学読本』が刊行され、「東京山手の教育ある中流家庭の言葉」が標準語となっていった。1925年にラジオ放送が始まり、方言忌避が強まった。
第二次大戦後は国家的営為としての標準語政策は行われなくなり、各地の方言を見直す動きが現れたり、国家が特定の日本語を標準と規定することに否定的な考えが生まれたりした。そのような中、進駐軍が用いた「Common Language」を元に「（全国）共通語」という用語が登場し（一部識者は「Common Language」をして普通語と解釈した論文が有る）、NHKなど一部では「標準語」が「共通語」に言い換えられるようになった。
現在の日本には標準語を規定する法律や公的機関は存在しないが、一般に「標準語」と言った場合、日本の首都である東京の方言から特定の地域・階層に偏る要素（下町地域で見られるシとヒの交替など）を除いたものを指すことが多い。口頭言語ではアナウンサーのアクセントやイントネーションが標準的として認識されているが、時代と共に変化している。例えば、「電車」のアクセントは従来「デンシャ」が正しいとされてきたが、「デンシャ」（太字は高く発音）も広がりつつあり、メディアや駅の案内放送でも2通りのアクセントが混在している。

### 朝鮮語
大韓民国では、首都のソウル方言を基に国立国語院によって標準語が定められている（標準語 (大韓民国)も参照）。朝鮮民主主義人民共和国では、首都平壌の方言を基にした文化語を標準語として定めているが、実際には文化語もソウル方言が土台となっている。

### 中国語
明では官話方言（北方方言）の一種である南京官話が官吏の間で標準語として使われ、欧米からは「官僚の言葉」として「マンダリン」と呼ばれた。清になり首都が南京から北京に遷ると、標準語も南京官話から北京官話に代わった。中華民国が成立すると北京官話と近代白話を基に「国語」が定められた。「国語」は中華人民共和国でも「普通話」と名を変えて引き継がれ、簡体字の導入などを経て、義務教育やメディアなどで広く使用されている。なお、普通話は北京の発音などが基になっているため、普通話のことを「北京語」と呼ぶことがあるが、普通話と北京市民が日常的に使う北京語は完全に同じではない。
台湾の場合、元々は、台湾の多数派を占める漢民族（本省人）は台湾語や中国語の方言（客家語など）を母語とする者が多く、また台湾原住民の間では様々な少数言語が使用されていた。日本統治時代の台湾では日本語が公用語となり民族間の共通語として機能したが、戦後に中華民国が台湾に上陸すると北京語をベースとする「国語」を標準語とした。現在では、標準語の中国語が浸透している。1980年代までは学校での台湾語使用を禁止したり、メディアでの台湾語の使用を制限したりしていた。そうした国策の影響により、台湾語を話せる台湾人は特に若年層で少なくなっている。

### 英語
イギリス英語において、標準英語（Standard English、SE）と呼ばれる標準語は、中世イングランドの大法官裁判所の英語を歴史的に基にしている。17世紀津と18世紀には、「上流」社会の規範としてこの標準語の確立を見た。口語の標準語は、よい教育と社会的名声のしるしであると見られるようになった。しばしば容認発音（RP）の訛りと関連付けられるものの、SEはいかなる訛りでも話すことができる。BBCのアナウンサーが使う英語が「英国の標準英語」と説明されることもある。
「歴史的原理」で記述されているオックスフォード英語辞典には方言が数多く記載されている。方言と綴り字を統一しようとしたのがサミュエル・ジョンソンが1755年に完成させた『英語辞典』である。この辞書以降、「方言の地位が急落した。それは書き言葉の基準が定まり、文章は’正しく'書くべきだという圧力が高まっていったことと関係があった（中略）発音取締隊が登場した。率いるのはトマス・シェリダンというアイルランド出身の男だった」。言語改革運動が盛んになった。19世紀にはウェールズ語を取り締まるWelsh Notという「方言札」も登場した。正字法に対して英語のfishをghotiとすべきと言ったされるジョージ・バーナード・ショーは方言、特に「コックニー」をテーマとする『ピグマリオン (戯曲)』を書いた。

### フランス語
ルイ13世治下の1635年2月10日、アカデミー・フランセーズが宰相リシュリューによって正式に設立された。当初の役割はフランス語を規則的で誰にでも理解可能な言語に純化し、統一することだった。その目的を達成するために辞書と文法書の編纂を重要な任務にし、アカデミー・フランセーズ辞典が作成された。詳しくはフランスの言語政策参照。

### イタリア語
イタリア半島には近代になるまで統一国家が成立しなかったため、様々な方言・地方言語が存在する。ルネサンス期、フィレンツェがイタリア半島の文芸活動の中心地だったため、フィレンツェで主に知識階層が用いていたトスカーナ語が慣例的に標準語に準じる地位となった。そのため、統一国家成立後ローマが首都に定められたが、ローマの方言は標準語にはならなかった。長らく他国でいう標準語と呼ばれるものは存在しなかったが、イタリア放送協会(RAI)によって標準語が定義され、普及した。

### スペイン語
スペイン語はスペイン本国のみならず中南米諸国や米国などでも幅広く使われており、標準語の定義は簡単ではない。特定の国内であればその国の首都（スペインであればマドリード、メキシコであればメキシコシティ、コロンビアであればボゴタ、アルゼンチンであればブエノスアイレス）の方言が標準語とみなされる傾向にある一方、レアル・アカデミア・エスパニョーラはスペイン語で最も権威のある辞書を編纂しているが、フランス語におけるパリのフランス語のように、スペイン語圏全体において規範的な地位を持つ標準語は存在しない。また、米国で制作され中南米諸国向けに放送されるテレビ番組あるいは映画の吹き替えなどでは、特定の国だけで使われる単語を避け中立的な表現を用いる傾向が強い。とはいえ、方言間での差は比較的小さく、通常は意思疎通を妨げるほどではない。

### ポルトガル語
ポルトガル語の場合には、ポルトガル（イベリアポルトガル語）とブラジル（ブラジルポルトガル語）の2つの変種が標準語となっており、この両者の間では特に発音面で、そして語彙面でも相当の違いがある。欧州内ではポルトガルがEU加盟国であることもあり、イベリアポルトガル語が標準語とされる傾向が強く、1970年代までポルトガルの植民地であったアフリカ諸国でもイベリアポルトガル語が標準語の扱いを受けているが、特に南米諸国や日本においては、ブラジルの圧倒的な存在感からブラジルポルトガル語が標準語とされている。ただ、ポルトガル語圏ではブラジル以外であってもマスメディアや音楽などを通じてブラジルポルトガル語に親しむ機会が多い一方、特にブラジルではイベリアポルトガル語に接する機会が少ないことから、イベリアポルトガル語の聞き取りに支障を来す人も少なくない。

### ノルウェー語
ノルウェー語の標準語にはブークモールとニーノシュクの2種類が存在する。ブークモールは、ノルウェーがデンマークの支配下にあった時代に成立したもので、デンマーク語の文語の影響を強く受けている。一方ニーノシュクは、デンマークからの独立後、デンマーク語の影響を受ける以前のノルウェー語に回帰しようとして作られたもので、ノルウェー語の複数の方言が人工的に組み合わされている。現在、公文書や放送ではブークモールとニーノシュクの両方が使われているが、実際にはニーノシュクが標準語として使われる場面は少なく、外国人向けのノルウェー語教材でも通常ブークモールが使われている。